# Sguardi diversi
Sguardi diversi è un film drammatico del 2008, sceneggiato e diretto da Maria Manna, qui al suo esordio registico.

## Trama
Alessia e Simone sono due ragazzi che si vogliono bene; la loro felicità però è turbata dalle paure e dagli stili di vita dei rispettivi caratteri.
Alessia non si decide a voler prendere una posizione, perché fortemente contraria all'idea del matrimonio, mentre Alessio è un adone abituato alle conquiste amorose facili.
Nonostante queste divergenze, entrambi, riusciranno a capire di non poter fare a meno di amarsi.
Il brano Sguardi Diversi è eseguito da una band partenopea, i Diatonica